# Hory Matky Boží
Hory Matky Boží (německy Bergstadtl Unserer Lieben Frau) jsou vesnice, částí obce Velhartice v okrese Klatovy v Plzeňském kraji. Vesnice leží v nadmořské výšce okolo 675 metrů.

## Název
Vesnice je pravděpodobně pojmenována po dolu Nálezná jáma Matky Boží. Název se v historických pramenech objevuje ve tvarech: Hory Matky Boží (1520), „na horach Strzibrnych Welharticzkych slove Matky Bozij Sniežny“ (1610) a „v Matky Boži na Horach Welharticzkych“ (1630). V osmnáctém a devatenáctém století se užíval také lidový název Zlámané Hory.

## Historie
Nejstarší stopy po těžbě rudních ložisek v okolí vesnice pochází z desátého až dvanáctého století, ze kdy se dochovaly sejpy podél Ostružné a jejích přítoků. První krátké štoly podél křemenných žil pochází ze třináctého století, ale na jeho konci již byla zdejší ložiska zlata pravděpodobně vyčerpaná.
Rozmach hornictví nastal až s objevem stříbronosného galenitu v první čtvrtině šestnáctého století, kdy patřilo velhartické panství patřilo Zdeňku Lvovi z Rožmitálu. Z 19. listopadu 1519 pochází zmínka o jámě svaté Anny propůjčené Baltazaru Bohuchvalovi a jen o několik dnů později získal práva k Nálezné jámě Matky Boží Jiří Popel z Lobkovic. První písemná zmínka o osadě pojmenované podle jámy pochází z roku 1520. Rozvoj dolování výrazně podpořil král Ludvík Jagellonský, když osadu dne 12. listopadu 1522 povýšil na horní město a udělil mu trhové a várečné právo. Kromě toho městu věnoval znak s pečetí a obyvatele osvobodil od poddanství.
Většina dolů bývala na východní straně vrchu Křížovka a na vrchu Kalvárie. Dolů bylo v polovině šestnáctého století asi třicet a většina z nich nepřesahovala hloubku 80–100 metrů. Doly byly odvodňovány pomocí dědičných štol svatého Kryštofa, Vavřince, Šmelcířské a tzv. hluboké. Většina ložisek byla vyčerpána okolo poloviny šestnáctého století. Pokusy o obnovu dolování v sedmnáctém století skončily neúspěšně a stejný výsledek měly také snahy ve druhé polovině osmnáctého století. Dochovaným pozůstatkem jednoho z těchto mladších dolů je až tři metry hluboká propadlina s haldou u silnice do Drouhavce. Jiné staré důlní dílo na úpatí Křížovky sloužilo od roku 1914 k napájení koupaliště.

## Obyvatelstvo
| Rok            | 1869 | 1880 | 1890 | 1900 | 1910 | 1921 | 1930 | 1950 | 1961 | 1970 | 1980 | 1991 | 2001 | 2011 | 2021 |
| -------------- | ---- | ---- | ---- | ---- | ---- | ---- | ---- | ---- | ---- | ---- | ---- | ---- | ---- | ---- | ---- |
| Počet obyvatel | 596  | 571  | 575  | 654  | 665  | 645  | 537  | 392  | 370  | 266  | 185  | 164  | 121  | 101  | 96   |
| Počet domů     | 98   | 103  | 102  | 104  | 106  | 114  | 119  | 124  | 139  | 97   | 76   | 67   | 115  | 119  | 120  |

## Obecní správa
Při sčítání lidu v letech 1850–1979 Hory Matky Boží byly městem a později obcí, se kterým patřily nejprve do okresu Sušice, ale od roku 1960 v okrese Klatovy. Od 1. ledna 1980 jsou částí obce Velhartice v okrese Klatovy. V letech 1950–1979 k obci patřil Drouhavec a v letech 1960–1979 také Konín.

## Pamětihodnosti
- Barokní kostel Jména Panny Marie (637 metrů) byl založen v roce 1637.
- Severně od města byla v roce 1842 postavena poutní kaple Proměnění Páně, ke které od hřbitova vede 14 nepravidelně roztroušených kapliček Křížové cesty. Kalvárie je na místě kříže, u kterého se modlívali horníci, než vstoupili do šachty. Vlevo vedle kaple je pod křížem studánka.
- Roku 1995 bylo ve vsi založeno muzeum zaměřené na historii regionu, hornickou minulost, řemesla a místní tradice.[7]
- V roce 2000 byla otevřena naučná stezka Důlní činnost v okolí Hor Matky Boží s cílem seznámit návštěvníky s dochovanými stopami po historické těžbě surovin a okolními památkami. Stezku dlouhou čtyři kilometry tvoří dvanáct zastavení.[11]

## Galerie

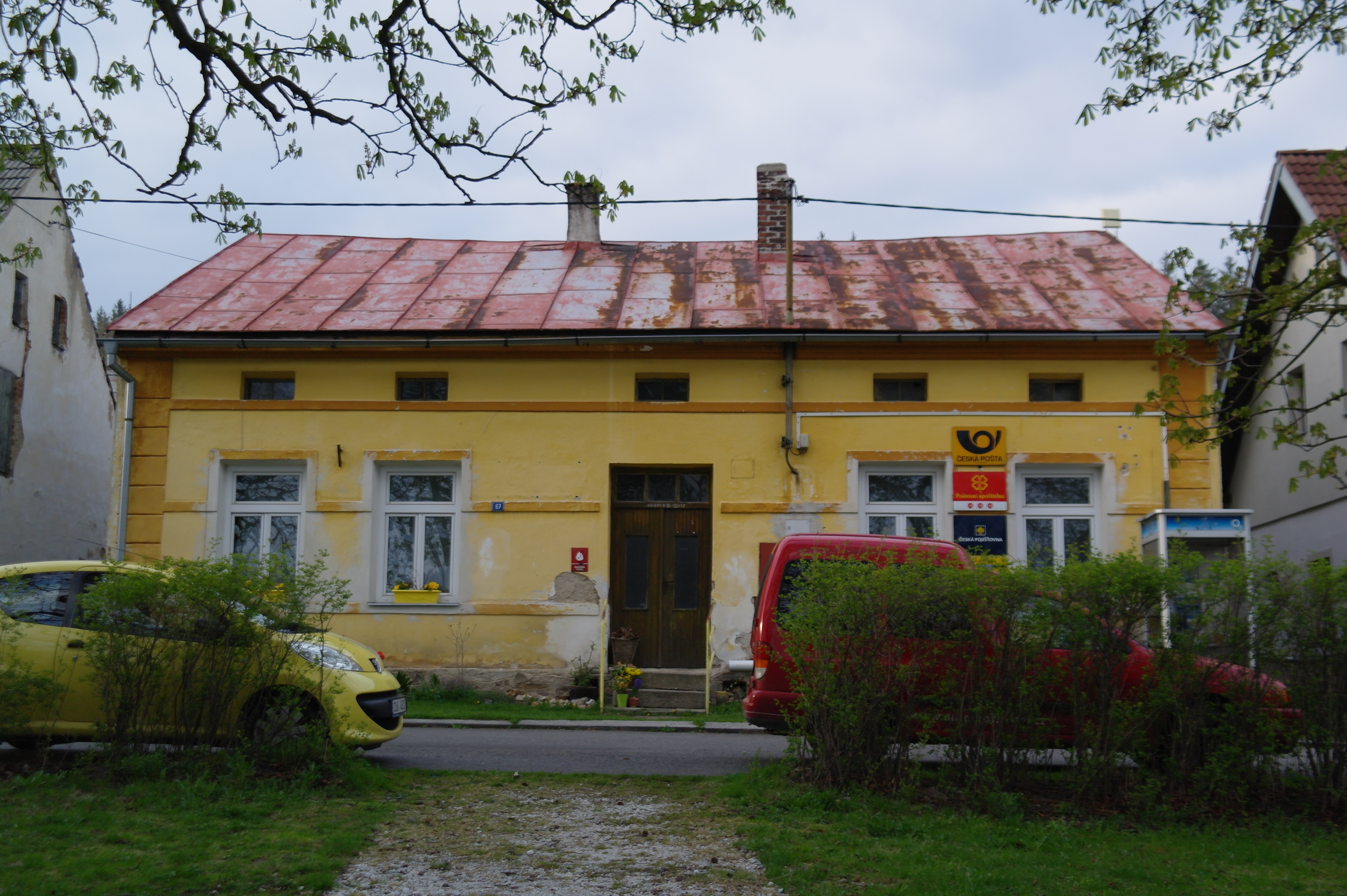
Místní pošta
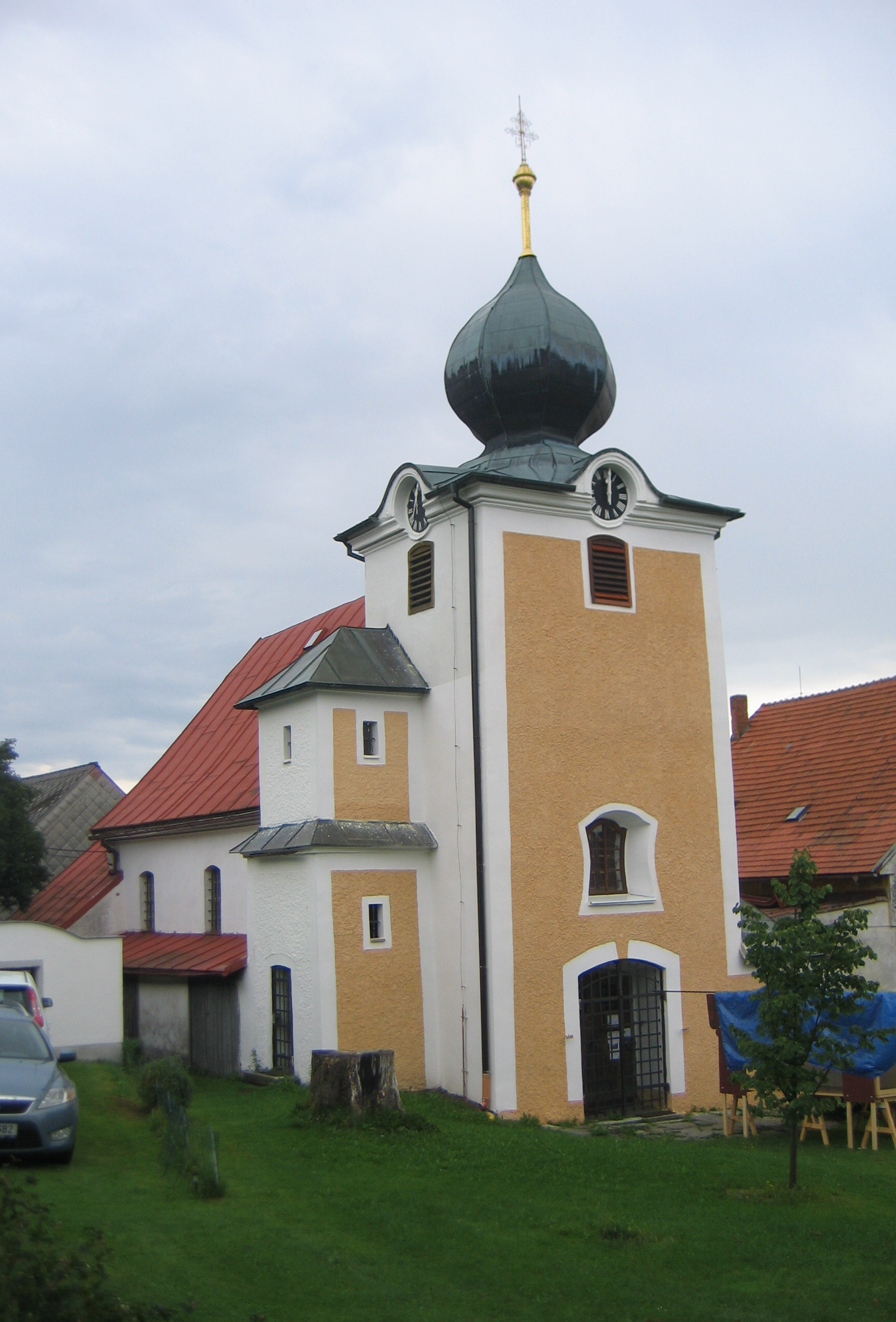
Kostel Jména Panny Marie
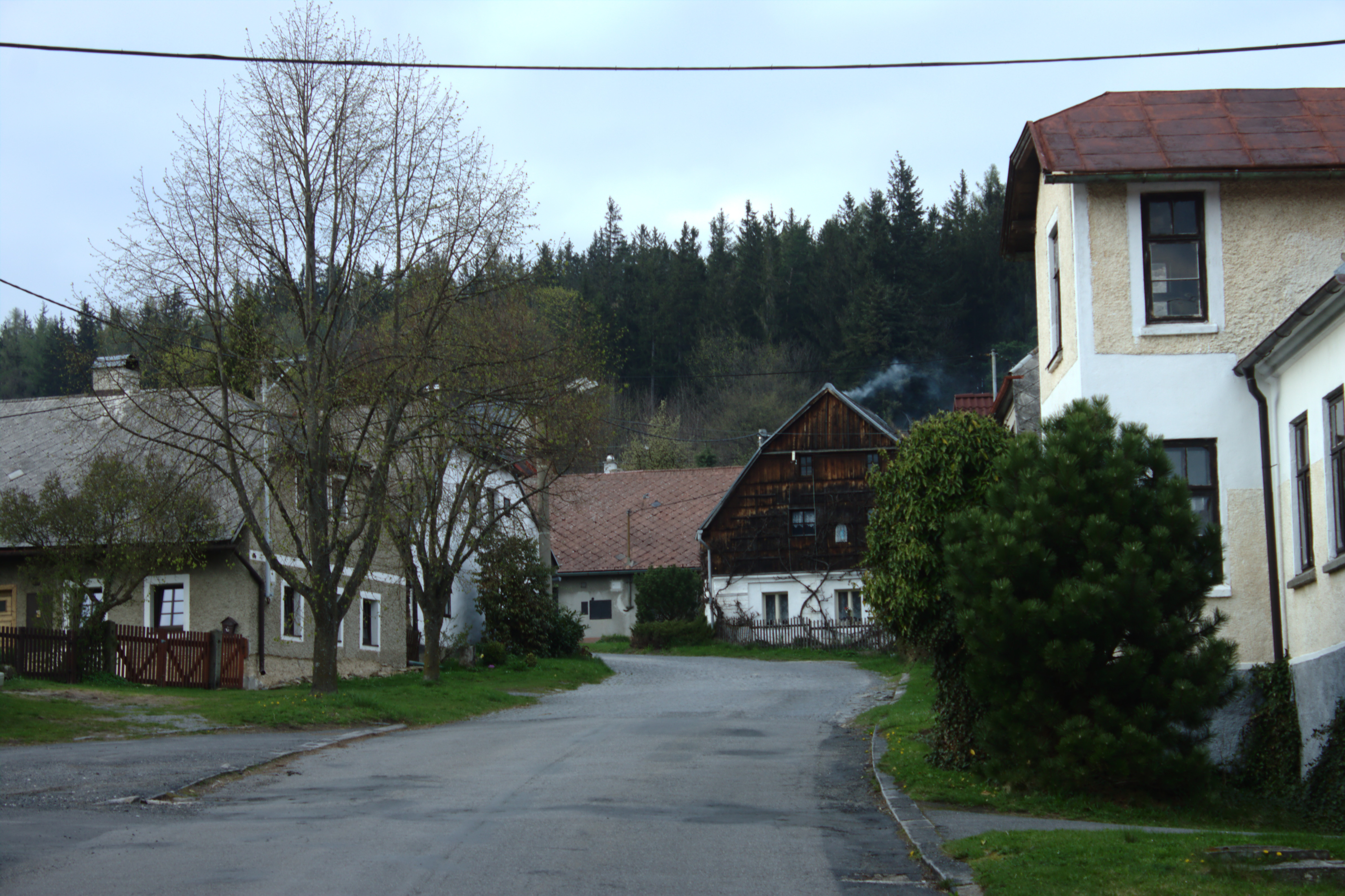
Zástavba bývalého městečka
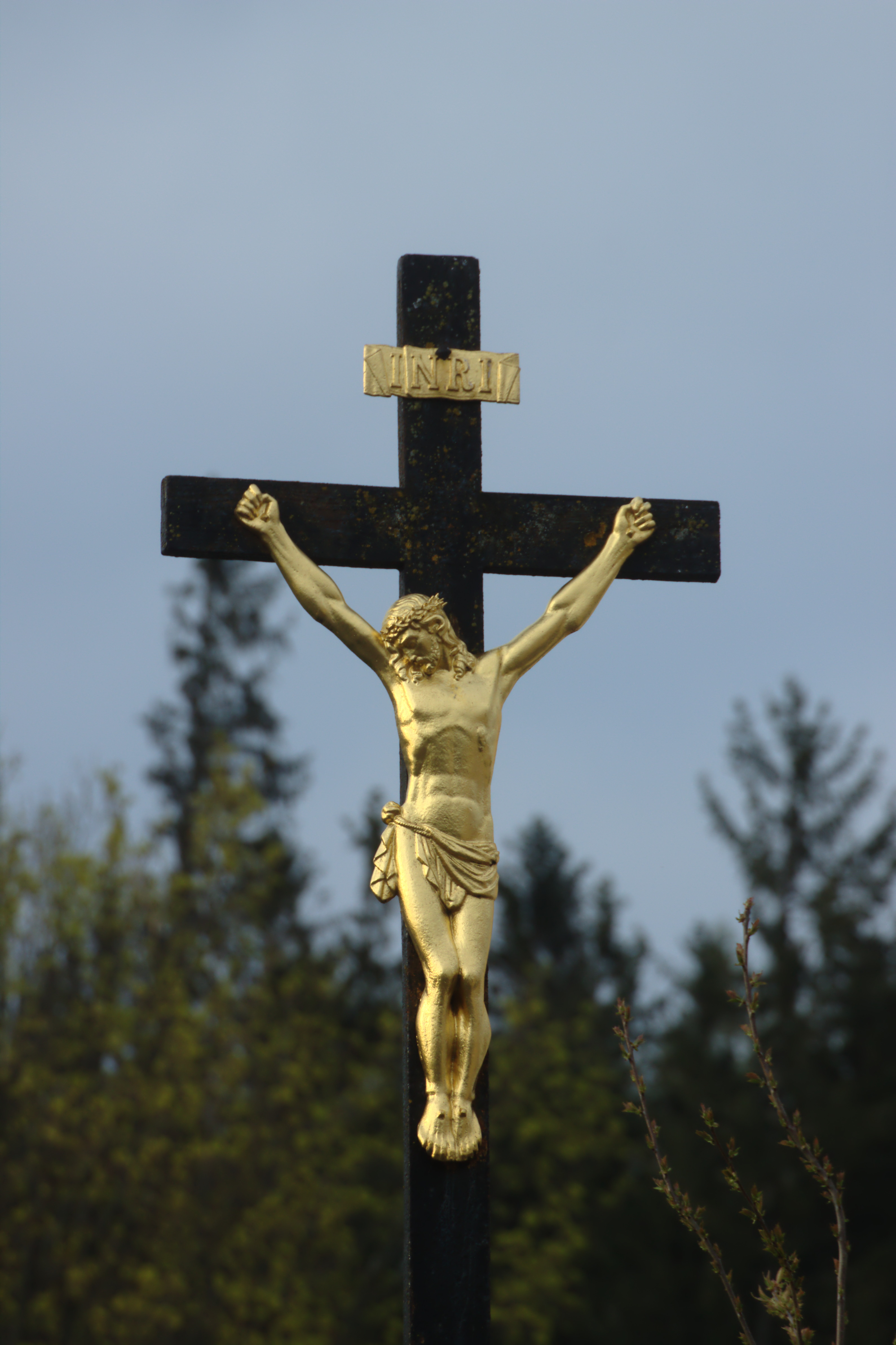
Kříž u kostela
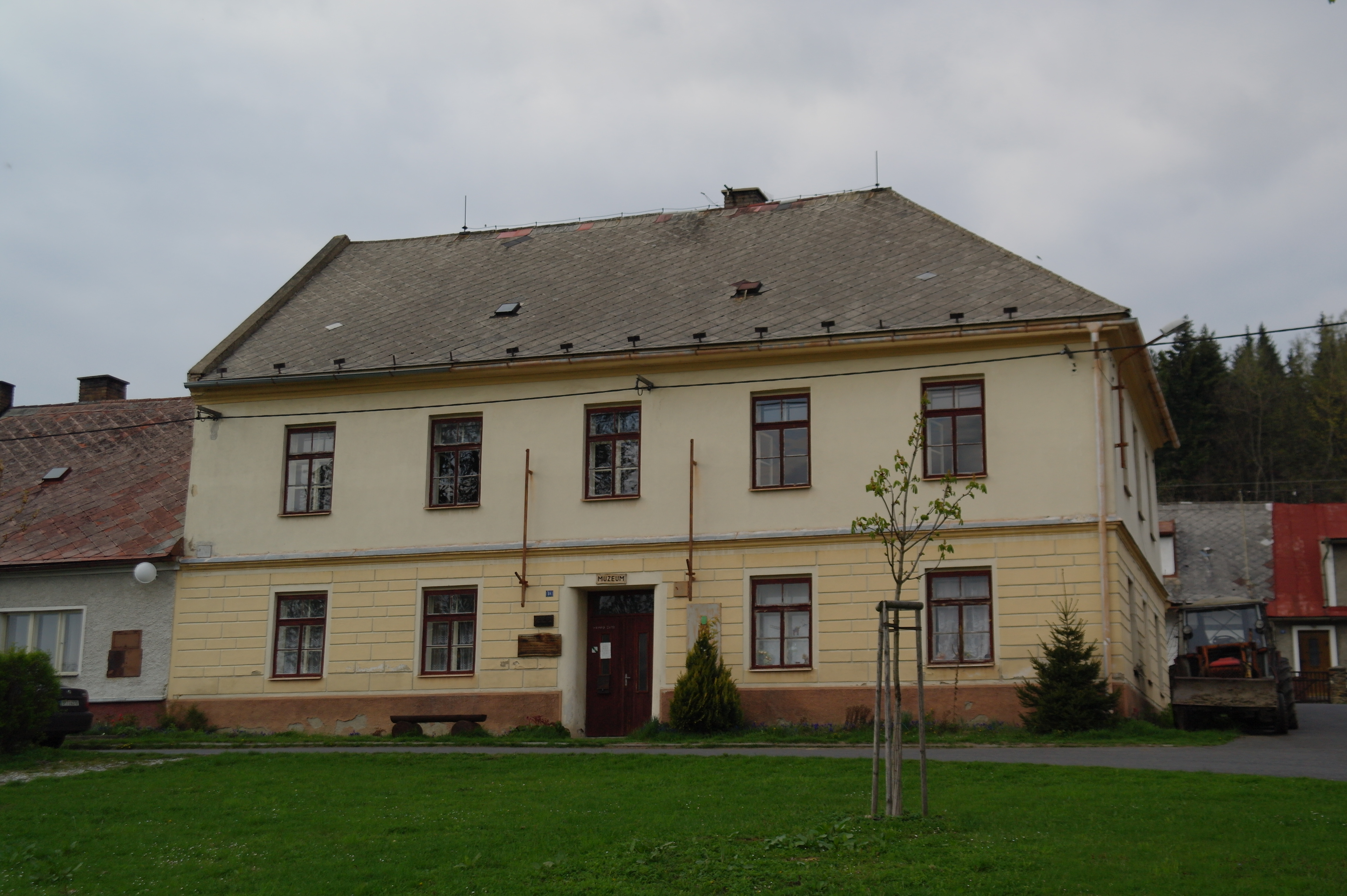
Budova muzea